# Arqueplàstids
Els arqueplàstids (Archaeplastida) són una de les línies principals dels eucariotes. Equival a el regne Plantae.
Comprèn els estreptòfits (entre els quals es troben els embriofitins) les algues verdes, les vermelles i un petit clade anomenat dels glaucòfits. Tots aquests organismes tenen plastidis envoltats per dues membranes, suggerint que es van desenvolupar directament de cianobacteris endosimbiòtics. En tots els altres grups, els plastidis estan envoltats per tres o quatre membranes i varen ser adquirits secundàriament d'algues verdes o vermelles.
Les cèl·lules estan normalment mancades de centríols i tenen mitocondris amb crestes planes. Normalment hi ha una paret cel·lular composta de cel·lulosa i l'energia és emmagatzemada en forma de midó. Són tanmateix característiques compartides amb altres eucariotes. La principal evidència de què els arqueplàstids són monofilètics prové dels estudis genètics, que indiquen com a molt probable que tinguin un mateix origen.
Els arqueplàstids es divideixen en dues línies evolutives principals. Per una banda les algues vermelles que estan pigmentades amb la clorofil·la a i ficobiliptoteïnes, com la majoria de cianobacteris. Per l'altra les algues verdes i plantes terrestres (viridiplantes) estan pigmentades amb les clorofil·les a i b, però no amb ficobiliproteïnes. La posició dels glaucòfits roman incerta; tenen els típics pigments cianobacterials i són únics retenint unes parets cel·lulars en els plastidis.
Cavalier-Smith, el 1981 va suggerir que el regne Plantae sense lato s'havia de referir a aquest clade, però altres versions del regne estan en ús més vigorós. El nom més precís d'aqueplàsid va ser introduït per Adl i cols. (2005).
Un altre nom del mateix clade publicat per Palmer i cols. (2004) és el de primoplanta (Primoplantae).

## Història taxonòmica
Alguns autors s'han referit a aquest grup simplement com a Plantae, tàxon que tradicionalment s'ha emprat amb una gran imprecisió.

Com que els altres clades als que s'ha aplicat aquest nom eren menys inclusius, com ara Viridiplantae i Embryophyta, aquest grup hi ha cops que s'ha anomenat Plantae sensu lato ("plantes en un sentit ampli").
Així doncs, degut a l'ambigüitat d'aquest terme, s'han fet servir altres noms. Sembla que primoplanta, aparegut el 2004 seria el primer nom suggerit per a aquest clade.
Un altre nom que s'ha aplicat a aquest node és el de Plastida, definit com el clade que comparteix l'origen dels plastidis primaris (d'origen directament procariota) amb la Magnolia virginiana Linnaeus 1753".
Més recentment s'ha proposat el nom d'aqueplàstid.

## Morfologia
Tots els arqueplàstids tenen els plastidis anomenats cloroplasts que duen a terme la fotosíntesi, derivats de cianobacteris capturats. En els glaucòfits, tanmateix, els membres més primitius d'aquest grup tenen un cloroplast especial anomenat cianel·la que comparteix força característiques amb els cianobacteris, incloent-hi una paret cel·lular de peptidoglicà que no s'ha retingut amb altres arqueplàstids. La semblança de les cianel·les amb els cianobacteris dona encara més força a la teoria endosimbiòtica i concretament a la teoria endosimbiòtica amb els cianobacteris.
Els arqueplàstids tenen un ample grau de variabilitat en el seu grau d'organització cel·lular, anant des de cèl·lules aïllades, passant per filaments i colònies i arribant fins als organismes pluricel·lulars. Els primers arqueplàstids eren unicel·lulars, i molts dels grups encara ho són. La pluricel·lularitat ha evolucionat separadament en diversos grups, incloent-hi les algues vermelles, les ulvofícies, i les algues que varen conduir a les plantes terrestres. Les cèl·lules dels arqueplàstids tenen normalment parets, però no sempre estan constituïdes de cel·lulosa.

## Endosimbiosi
Com que l'arqueplàstid ancestral va adquirir el seu cloroplast per engolir directament un cianobacteri l'esdeveniment és conegut com a endosimbiosi primària. L'evidència d'aquest esdeveniment inclou la presència d'una membrana doble al voltant dels cloroplasts; una d'elles pertanyia al bacteri i l'altra a la cèl·lula eucariota que la va capturar. Al llarg del temps, diversos gens del cloroplast s'han anat transferint al nucli cel·lular de la cèl·lula hostatgera. La presència d'aquests gens en el nucli dels eucariotes sense cloroplasts suggereix que la transferència es va produir aviat en l'evolució dels arqueplàstids.
Tots els altres eucariotes amb cloroplasts l'han obtingut engolint arqueplàstids unicel·lulars amb els seus propis cloroplasts derivats de bacteris. Els cloroplasts dels euglènids i els cloraracniòfits varen aparèixer a raó de la captura d'algues verdes. Altres eucariotes fotosintètics tenen cloroplasts que són algues vermelles (també arqueplàstids), incloent-hi els heteroconts, els criptòfits, els haptòfits i els dinoflagel·lats. Com que aquesta endosimbiosi implicà a cèl·lules que ja havien patit la seva pròpia endosimbiosi el procés és anomenat endosimbiosi secundària. Els cloroplasts d'aquests cloroplasts estan normalment envoltats per més de dues membranes, reflectint la seva història de múltiple fagocitosi.

## Registre fòssil
Potser, les restes més antigues d'arqueplàstids són els microfòssils del grup Roper del nord d'Austràlia. L'estructura d'aquests fòssils unicel·lulars té semblances que fan recordar les algues verdes. Daten del Mesoproterozoic, fa entre uns 1.500 i 1.300 milions d'anys
Aquests fòssils són consistents amb un estudi d'un rellotge molecular que va calcular que aquest clade va divergir fa uns 1.500 milions d'anys.
El fòssil més antic que es pot assignar a un grup modern específic és l'alga vermella Bangiomorpha de fa uns 1.200 milions d'anys.
A finals del Neoproterozoic, els registres fòssils d'algues esdevenen més nombrosos i diversos. En el Paleozoic les plantes varen emergir a la terra ferma i han continuat florint fins al present.